# جوديث سانت جورج
جوديث سانت جورج (بالإنجليزية: Judith St. George)‏ هي كاتِبة وكاتبة للأطفال أمريكية، ولدت في 26 فبراير 1931 في وستفيلد في الولايات المتحدة، وتوفيت في 10 يونيو 2015.

## حياتها
ولدت في ويستفيلد في ولاية نيوجرسي الأمريكية، وتخرجت من كلية سميث.
وكانت تقيم في ولاية كونيكتيكت وقت وفاتها في العاشر من يونيو 2015.

## كتبها
وكتبت أكثر من أربعين كتاباً أغلبهم يندرج ضمن الفئة الخيال التاريخي.
من أشهر كتبها «إذاً تريد أن تكون رئيساً؟» وهو كتاب مصور للأطفال، وضع رسوماته الرسام ديفيد سمول، ومنح ميدالية كالديكوت لرسوماته.

## وصلات خارجية
- الموقع الرسمي